# Ustyrlig
Ustyrlig er en dansk spillefilm fra 2023 instrueret af Malou Reymann.

## Handling
Året er 1933, og samfundet har meget bestemte forventninger til, hvordan unge kvinder skal opføre sig. 17-årige Maren er vild og uregerlig, og hun bliver sendt på kvindeanstalten Sprogø for at blive tilpasset. Opholdet på Sprogø har den modsatte effekt på Maren, som får tændt en gnist i Sørine, der efter 6 år på anstalten ellers er blevet tilpasset tidens normer og anstaltens forventninger. Langsomt får de opbygget en fortrolighed og et venskab, der ender med at få konsekvenser for både Maren og Sørine.

## Medvirkende
- Emilie Kroyer Koppel
- Jessica Dinnage
- Lene Maria Christensen
- Anders Heinrichsen
- Danica Curcic